# Tozzi & Raf
Tozzi & Raf was een Italiaans gelegenheidsduo, bestaande uit de zangers Umberto Tozzi en Raffaele Riefoli (Raf).
In 1987 schreef het tweetal, samen met Giancarlo Bigazzi, het nummer Si può dare di più, waarmee Tozzi, Gianni Morandi en Enrico Ruggeri dat jaar samen deelnamen aan het prestigieuze Festival van San Remo. De mannen wisten de wedstrijd te winnen en Tozzi werd aangeduid om enkele maanden later Italië te vertegenwoordigden op het Eurovisiesongfestival van 1987 in Brussel. Voor die gelegenheid schreven Tozzi, Raf en Bigazzi een nieuw nummer: Gente di mare, dat uitgevoerd werd als een duet tussen Tozzi en Raf.
Het duo slaagde er met een derde plaats niet in het songfestival te winnen, maar desondanks groeide Gente di mare in diverse Europese landen uit tot een grote hit en een songfestivalklassieker.

## NPO Radio 2 Top 2000
| Nummer met noteringen in de NPO Radio 2 Top 2000 | '99  | '00 | '01  | '02  | '03  | '04  | '05 | '06  |
| ------------------------------------------------ | ---- | --- | ---- | ---- | ---- | ---- | --- | ---- |
| Gente di mare                                    | 1278 | -   | 1866 | 1818 | 1924 | 1927 | -   | 1982 |

1. ↑  Een '-' betekent dat het nummer niet was genoteerd en een vetgedrukt getal geeft de hoogste notering aan.
2. ↑  Deze tabel is bijgewerkt tot en met de laatste editie (2024).